# هومستياد ميدوز نورث (تكساس)
هومستياد ميدوز نورث (بالإنجليزية: Homestead Meadows North CDP, Texas)‏ هي منطقة سكنية تقع بولاية تكساس في الولايات المتحدة. تبلغ مساحتها 40.4 كم2، وترتفع عن سطح البحر 1,242 م، بلغ عدد سكانها 5,124 نسمة في عام 2010 حسب إحصاء مكتب تعداد الولايات المتحدة وتصل الكثافة السكانية فيها 126.8 نسمة لكل كيلومتر مربع (328.4/ميل2).

## التركيبة السكانية
حدّد مكتب تعداد الولايات المتحدة بيانات التركيبة السكانية لهومستياد ميدوز نورث في تعداد الولايات المتحدة. في ما يلي، التركيبة السكانية حسب تعدادي 2000 و2010.

### تعداد عام 2000
بلغ عدد سكان هومستياد ميدوز نورث 4,232 نسمة بحسب تعداد عام 2000، وبلغ عدد الأسر 1,135 أسرة وعدد العائلات 989 عائلة مقيمة في المنطقة السكنية. في حين سجلت الكثافة السكانية 104.8 نسمة لكل كيلومتر مربع (271.4/ميل2). وبلغ عدد الوحدات السكنية 1,268 وحدة بمتوسط كثافة قدره 31.4 لكل كيلومتر مربع (81.3/ميل2).
وتوزع التركيب العرقي للمنطقة السكنية بنسبة 73.20% من البيض و0.43% من الأمريكيين الأفارقة و1.11% من الأمريكيين الأصليين و0.14% من سكان جزر المحيط الهادئ و22.71% من الأعراق الأخرى و2.41% من عرقين مختلطين أو أكثر و82.49% من الهسبانيون أو اللاتينيون من أي عرق.
بلغ عدد الأسر 1,135 أسرة كانت نسبة 64.1% منها لديها أطفال تحت سن الثامنة عشر تعيش معهم، وبلغت نسبة الأزواج القاطنين مع بعضهم البعض 71.5% من أصل المجموع الكلي للأسر، ونسبة 11.4% من الأسر كان لديها معيلات من الإناث دون وجود شريك، بينما كانت نسبة 4.2% من الأسر لديها معيلون من الذكور دون وجود شريكة وكانت نسبة 12.9% من غير العائلات. تألفت نسبة 10.9% من أصل جميع الأسر من عدة أفراد يعيشون في نفس المنزل ونسبة 2.7% كانت تتألف من شخص يعيش بمفرده يبلغ من العمر 65 عاماً أو أكثر. وبلغ متوسط حجم الأسرة المعيشية 3.73، أما متوسط حجم العائلات فبلغ 4.04.
بلغ العمر الوسطي للسكان 27.0 عاماً. وكانت نسبة 36.6% من القاطنين تحت سن الثامنة عشر، وكانت نسبة 10.9% بين الثامنة عشر والرابعة والعشرين عاماً، ونسبة 28.4% كانت واقعةً في الفئة العمرية ما بين الخامسة والعشرين والرابعة والأربعين عاماً، ونسبة 18.8% كانت ما بين الخامسة والأربعين والرابعة والستين، ونسبة 5.2% كانت ضمن فئة الخامسة والستين عاماً فما فوق. يوجد لكل 100 أنثى 100.4 ذكر، ويوجد لكل 100 أنثى في الثامنة عشر من عمرها فما فوق 99.2 ذكر.
بلغ متوسط دخل الأسرة في المنطقة السكنية 30,403 دولارًا، أما متوسط دخل العائلة فبلغ 31,547 دولارًا. وكان متوسط دخل الذكور 21,694 دولارًا مقابل 18,961 دولارًا للإناث. وسجل دخل الفرد الخاص بالمنطقة السكنية 10,485 دولارًا. وكانت نسبة 22.9% من العائلات ونسبة 21.4% من السكان تحت خط الفقر، وكان من هؤلاء نسبة 28.4% تحت سن الثامنة عشر ونسبة 14.6% في الخامسة والستين من العمر وما فوق.

### تعداد عام 2010
بلغ عدد سكان هومستياد ميدوز نورث 5,124 نسمة بحسب تعداد عام 2010، وبلغ عدد الأسر 1,440 أسرة وعدد العائلات 1,210 عائلة مقيمة في المنطقة السكنية. في حين سجلت الكثافة السكانية 126.8 نسمة لكل كيلومتر مربع (328.4/ميل2). وبلغ عدد الوحدات السكنية 1,570 وحدة بمتوسط كثافة قدره 38.9 لكل كيلومتر مربع (100.8/ميل2).
وتوزع التركيب العرقي للمنطقة السكنية بنسبة 89.93% من البيض و0.49% من الأمريكيين الأفارقة و0.72% من الأمريكيين الأصليين و0.18% من الأمريكيين ذوي الأصول الآسيوية و0.10% من سكان جزر المحيط الهادئ و8.10% من الأعراق الأخرى و0.49% من عرقين مختلطين أو أكثر و89.54% من الهسبانيون أو اللاتينيون من أي عرق.
بلغ عدد الأسر 1,440 أسرة كانت نسبة 53.6% منها لديها أطفال تحت سن الثامنة عشر تعيش معهم، وبلغت نسبة الأزواج القاطنين مع بعضهم البعض 65.3% من أصل المجموع الكلي للأسر، ونسبة 14% من الأسر كان لديها معيلات من الإناث دون وجود شريك، بينما كانت نسبة 4.7% من الأسر لديها معيلون من الذكور دون وجود شريكة وكانت نسبة 16% من غير العائلات. تألفت نسبة 13.8% من أصل جميع الأسر من عدة أفراد يعيشون في نفس المنزل ونسبة 2.8% كانت تتألف من شخص يعيش بمفرده يبلغ من العمر 65 عاماً أو أكثر. وبلغ متوسط حجم الأسرة المعيشية 3.56، أما متوسط حجم العائلات فبلغ 3.96.
بلغ العمر الوسطي للسكان 29.9 عاماً. وكانت نسبة 33.1% من القاطنين تحت سن الثامنة عشر، وكانت نسبة 10.6% بين الثامنة عشر والرابعة والعشرين عاماً، ونسبة 24.9% كانت واقعةً في الفئة العمرية ما بين الخامسة والعشرين والرابعة والأربعين عاماً، ونسبة 25.1% كانت ما بين الخامسة والأربعين والرابعة والستين، ونسبة 6.3% كانت ضمن فئة الخامسة والستين عاماً فما فوق. وتوزع التركيب الجنسي للسكان بنسبة 51.3% ذكور و48.7% إناث.